# Madame Sans-Gêne
Madame Sans-Gêne és una òpera en tres actes composta per Umberto Giordano sobre un llibret italià de Renato Simoni, basat en l'obra de Victorien Sardou i Émile Moreau, adaptada per a l'òpera per Renato Simoni S'estrenà al Metropolitan Opera de Nova York el 25 de gener de 1915.

## Representacions
La seva estrena va tenir lloc al Metropolitan Opera el 25 de gener de 1915, dirigida per Arturo Toscanini amb Geraldine Farrar en el paper principal, Giovanni Martinelli i Pasquale Amato. Això va ser seguit per una actuació a Torí amb Ettore Panizza amb Farneti, Grassi i Riccardo Stracciari el 28 de febrer de 1915.

## Rols
| Rol                                                                   | Tipus de veu | Estrena Cast, 25 de gener de 1915 (Director: Arturo Toscanini) |
| --------------------------------------------------------------------- | ------------ | -------------------------------------------------------------- |
| Caterina Hubscher, bugadera, després duquessa de Danzig               | soprano      | Geraldine Farrar                                               |
| Lefebvre, sergent, després duc de Dantzig                             | tenor        | Giovanni Martinelli                                            |
| Fouché                                                                | baríton      | Andrés De Segurola                                             |
| el comte Neipperg                                                     | tenor        | Paul Althouse                                                  |
| Napoleó                                                               | baríton      | Pasquale Amato                                                 |
| Toniotta, bugadera                                                    | soprano      | Leonora Sparkes                                                |
| Giulia, bugaderia                                                     | soprano      | Rita Fornia                                                    |
| La Rossa, bugadera                                                    | soprano      | Sophie Braslau                                                 |
| Vinaigre, bateria                                                     | tenor        | Max Bloch                                                      |
| Reina Carolina                                                        | soprano      | Vera Curtis                                                    |
| Princesa Elisa                                                        | soprano      | Minnie Egener                                                  |
| Despréaux, mestre de dansa                                            | tenor        | Angelo Badà                                                    |
| Gelsomino, valet                                                      | baríton      | Riccardo Tegani                                                |
| Leroy, sastre                                                         | baríton      | Robert Leonhardt                                               |
| De Brigode, cambral de la cort                                        | baríton      | Vincenzo Reschiglian                                           |
| Madame de Bülow, dama de la cort                                      | soprano      | Rita Fornia                                                    |
| Roustan, cap dels mamelucs                                            | baríton      | Bernard Bégué                                                  |
| Poblets, botiguers, guàrdies nacionals, soldats, diplomàtics i altres |              |                                                                |

## Argument

### Acte I
París. 10 d'agost de 1792, dia de la presa de les Tulleries durant la Revolució Francesa
Hi ha una baralla al safareig de Caterina Hubscher, una bella noia alsaciana, una dona molt lliure i de tracte fàcil a qui tothom anomena "Madame Sans-Gêne" (Madame Despreocupada). Un dels seus clients és Fouché (més tard ministre de Policia amb Napoleó), a qui no li agrada a Caterina; un altre, un jove oficial tranquil que viu a prop, és el mateix Napoleó. Quan la Caterina està a punt de tancar la seva bugaderia, arriba un oficial austríac ferit i li demana ajuda, la Caterina l'amaga a la seva habitació. L'oficial resulta ser el comte de Neipperg. El sergent Lefebvre, el promès de la Caterina, arriba amb més soldats i sospita quan veu les portes tancades. Ell descobreix Neipperg però diu als seus homes que no hi ha ningú a l'habitació, i que se'n vagin. Un cop sol amb la Caterina, l'ajuda a ajudar el comte.

### Acte II
El castell de Compiègne. Setembre de 1811
Napoleó està al cim de la seva carrera. Lefebvre s'ha distingit en moltes batalles, i s'ha convertit en un mariscal de França. Pel seu èxit en el setge de Dantzig, Napoleó l'ha fet duc de Dantzig. Caterina, l'antiga bugadera, és la seva dona des de fa molts anys, i ara duquessa, però el seu comportament no ha canviat i provoca escàndols als tribunals. L'emperador ordena a Lefebvre que es divorciï de Caterina i trobi una esposa més adequada. Lefebvre i Caterina estan desesperats i també preocupats pel seu amic Neipperg, del qual l'emperador sospita d'una aventura amb l'emperadriu Maria Lluïsa. Durant una recepció, Caterina fa una sèrie d'errors i es baralla amb les germanes de l'Emperador, i el majordom anuncia que l'Emperador vol veure-la.

### Acte III
Napoleó ordena a Caterina que es divorciï del seu marit i es retiri d'una vida que no li convé. La Caterina, però, recorda els dies en què ella era bugadera, i ell només un jove oficial, i ell s'emociona tot i que també li recorda que encara li deu 60 francs per rentar-se. Aleshores el comte Neipperg és atrapat entrant a les cambres de l'emperadriu. Napoleó està furiós. Degrada a Neipperg d'oficial a soldat comú, i ordena la seva execució immediata. Caterina intervé: revela que en Neipperg és innocent i ell és perdonat. Per sorpresa de tothom, la duquessa de Danzig apareix al saló de bracet de l'emperador, per dedicar-se a una caça.